# راؤول ميدييروس
راؤول ميدييروس (بالإسبانية: Raúl Medeiros)‏ هو لاعب كرة قدم بوليفي في مركز الوسط، ولد في 2 فبراير 1975 في سانتا كروز دي لا سييرا في بوليفيا. شارك مع منتخب بوليفيا لكرة القدم. أما مع النوادي، فقد لعب مع كلوب ديسترويرس ونادي خورخي ويلسترمان ونادي هكن.

## وصلات خارجية
- راؤول ميدييروس على موقع قاعدة بيانات كرة القدم.إي يو (الإنجليزية)
- راؤول ميدييروس على موقع عالم كرة القدم.نت (الإنجليزية)